# 249 a. C.
El año 249 a. C. fue un año del calendario romano prejuliano. En el Imperio romano se conocía como el año 505 ab urbe condita.

## Acontecimientos
- Consulados de Publio Claudio Pulcro y Lucio Junio Pulo en la Antigua Roma.[1]
- Batalla de Drépano. Los romanos sufren una grave derrota y pierden noventa y tres de sus ciento veintitrés buques. Tras esta derrota, Claudio Pulcro es sancionado con 120 000 ases y su colega, Junio Pulo, se suicida. Aulo Atilio Calatino es entonces elegido dictador y guía un ejército hasta Sicilia, convirtiéndose en el primer dictador en guiar a un ejército romano fuera de Italia. Las fuerzas romanas en Lilibeo son aliviadas y se toma Eryx, cerca de Drépano.